# 风雷魔镜
《风雷魔镜》（英語：Devil's Mirror）是1972年上映的一部香港電影，由孙仲执导张扬编剧，舒佩佩等人出演，该作主要讲述的是一个魔女为了目的不择手段，最后被武林人士击败的故事。

## 劇情簡介
金獅門的「雷鏡」與集賢莊的「風鏡」可以将武林邪派的魔女击败，不过魔女却用计让这两个门派相互争斗，不过最后魔女却死在了其他武林人士的围攻中……

## 演员
- 刘丹
- 詹森
- 井淼
- 舒佩佩
- 王将
- 沈劳
- 王侠
- 王光裕
- 佟林
- 李嘉茜
- 罗汉

## 備註
1. ↑  . 1977年.
2. ↑  梁良. . 1984年.
3. ↑  . 1995年.
4. ↑  . 1997年.
5. ↑  . 1972年.
6. ↑  . 2002年.

## 相關連結
- 互联网电影数据库（IMDb）上《风雷魔镜》的资料（英文）
- 豆瓣电影上《风雷魔镜》的資料 （简体中文）
- 香港影庫上《风雷魔镜》的資料（繁體中文）